# Mausoleo Casati Stampa di Soncino
Il mausoleo Casati Stampa di Soncino è un impianto celebrativo monumentale che caratterizza e valorizza il cimitero urbano di Muggiò (Monza e Brianza) sin dal 1830.
Al suo interno, una vasta area rettangolare, in asse con lo storico ingresso di via Libertà, è da allora riservata alla famiglia Casati, antica aristocrazia milanese di origine longobarda, la cui genealogia è documentata dal 1030.
Nel mausoleo, opera d'arte, riposano molte spoglie mortali. Sono qui conservati i diversi sepolcri e una cripta sovrastata da un tempietto classico di ordine greco-dorico, a protezione di un'ara con croce lignea.
Tra gli altri vi riposano:
- Teresa Casati (1787-1830)
- Federico Confalonieri (1785-1846)
- Gabrio Casati (1798-1873)
- Angelo Casati (1802-1846)
- Camillo Casati (1805-1869)
- Luigi Agostino Casati (1827-1881)
- Rinaldo Casati (1844-1898)
- Camillo I Casati Stampa di Soncino (1877-1946)
- Alessandro Casati (1881-1955)
- Alfonso Casati (1918-1944)
- Camillo II Casati Stampa di Soncino (1927-1970) e Anna Fallarino Drommi Casati Stampa di Soncino (1929-1970), noti alla cronaca per il delitto Casati Stampa

Dal 1º novembre 2008 il Comune di Muggiò ha formalmente acquisito — dopo oltre 12 anni di trattative e d'iter burocratico — lo storico mausoleo funebre attraverso l'atto amministrativo della decadenza (previsto nel regolamento dei servizi cimiteriali) concordato tra il sindaco Fossati e il conte Donà dalle Rose consorte dell'ultima discendente del ramo Stampa di Soncino; poi ratificato nel consiglio comunale del 13 novembre dello stesso anno.
Nel 2019 è stato istituito da parte del Comune l'assessorato al patrimonio storico per la tutela del monumento. A tale scopo nel 2021 è iniziato il restauro conservativo della storica struttura.